# Bosana
La Bosana è la cultivar di olivo più diffusa in Sardegna. L'etimologia del nome è incerta, ma potrebbe fare riferimento ad una presunta origine nel territorio di Bosa, cittadina della costa ovest dell'isola a sud di Alghero. Origine incerta, in base a diverse ricerche si può escludere che la cultivar sia di origine spagnola.

## Diffusione
È particolarmente diffusa in tutte le aree a vocazione olivicola del centro-nord della Sardegna (Alghero, Nurra, Marghine, Planargia, Sassari) e in misura minore in quelle della Sardegna centro-meridionale.

## Sinonimi
L'opinione più accreditata è che con la Bosana s'identifichino varietà a diffusione locale. Sinonimi citati nella letteratura: 
Palma, Aligaresa o Algherese, Tonda di Sassari, Sassarese, Olia de Ozu, Olieddu, Sivigliana piccola, Bosinca. Si tratta per lo più di nomi che identificano altre varietà di diffusione circoscritta che sarebbero ecotipi locali della stessa Bosana.

## Caratteri varietali
È una cultivar di media vigoria, a portamento espanso, con foglie ellittico-lanceolate, piane, ad apice aperto, di medio sviluppo. 
Le olive sono di pezzatura media (2,5-3 g), forma leggermente ovoidale, abbastanza simmetrica, con il diametro maggiore verso l'apice. L'apice della drupa arrotondato e privo di umbone. La superficie è cosparsa di numerose lenticelle di piccole dimensioni.
L'invaiatura procede iniziando dall'apice ed è abbastanza scalare. A maturità la colorazione è nera. È una cultivar medio-tardiva, nel Medio Campidano matura fra novembre e dicembre.

## Trasformazione

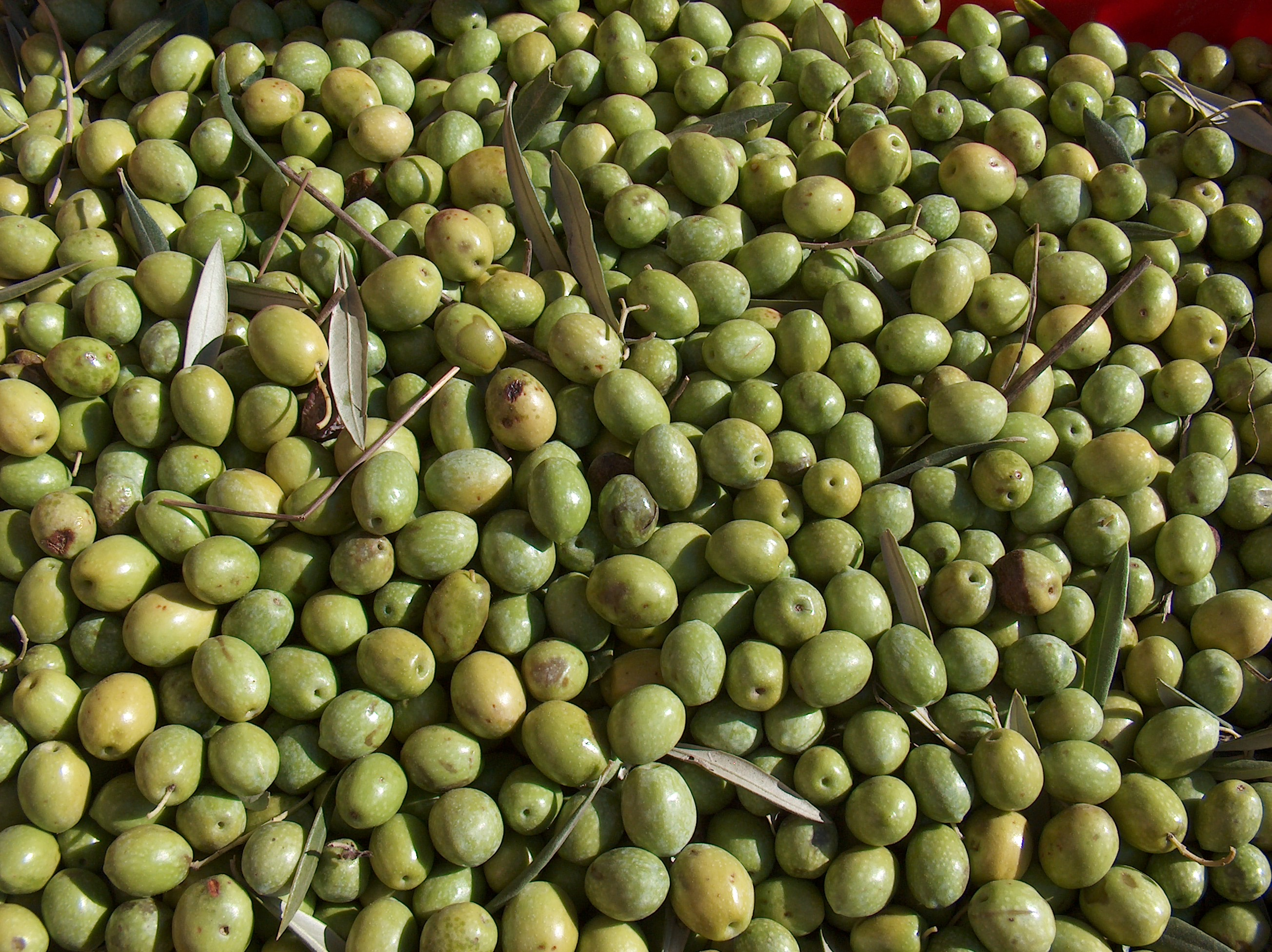
Olive cv. Bosana raccolte prima dell'invaiatura

Tradizionalmente considerata cultivar a duplice attitudine, in realtà è prevalentemente usata per l'estrazione dell'olio, in grado di dare buone rese. La qualità dell'olio è elevata se le olive sono raccolte precocemente, all'inizio dell'invaiatura.
Le drupe di maggiore pezzatura sono spesso destinate alla trasformazione come olive da mensa, sia verdi sia nere. È considerata un pregio la proprietà di non scolorire durante la lavorazione.
Da alcuni anni, grazie all'intervento di Luigi Veronelli, si produce l'olio denocciolato di bosana: le olive sono schiacciate dopo che sono state private del nocciolo, ottenendo un prodotto eccezionale per eleganza e finezza.

## Aspetti agronomici
È ritenuta una cultivar molto produttiva, adatta per l'impianto di oliveti intensivi anche con sesti abbastanza stretti e forme d'allevamento contenute (es. monocono). Ha una tendenza all'alternanza che si può limitare negli oliveti intensivi con le adeguate cure colturali (concimazione, irrigazione, potatura).
La cultivar ha una media autofertilità, pertanto si avvantaggia della presenza di impollinatori. Fra le cultivar impollinatrici si prestano la Nera di Gonnos (o Tonda di Cagliari), la Pizz'e carroga, la Nera di Oliena (o Nera di Villacidro o Paschixedda), la Cariasina.
Non presenta particolare sensibilità alle principali avversità, fatta eccezione per l'occhio di pavone, soprattutto nei comprensori più umidi della Sardegna centrosettentrionale. Alte anche la resistenza al caldo e alla tignola.